# Poimenesperus villiersi
Poimenesperus villiersi là một loài bọ cánh cứng trong họ Cerambycidae.